# Paràgraf 175

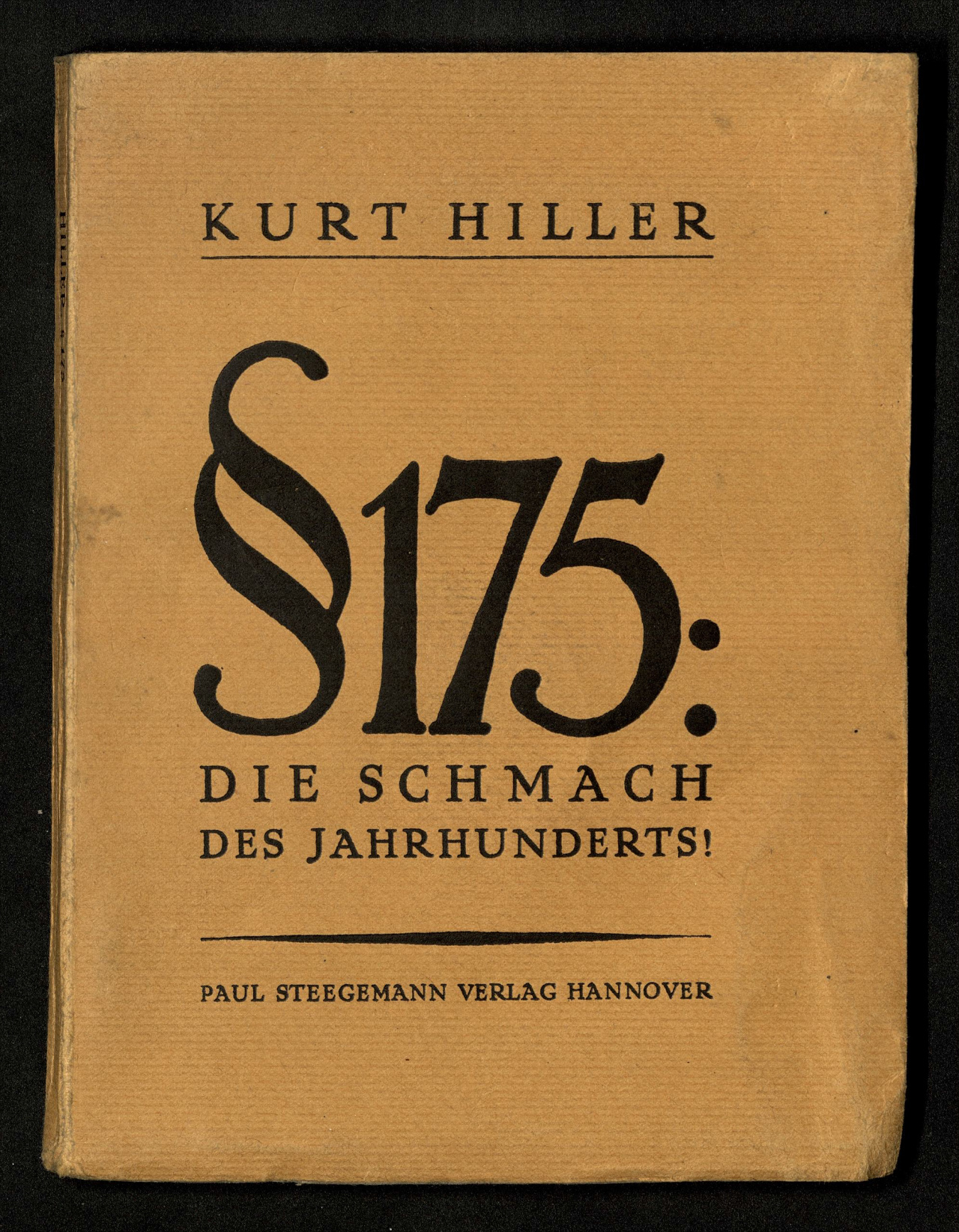
La infàmia del segle (1922) de Kurt Hiller, en la qual protesta contra el Paràgraf 175.

El  paràgraf (o article) 175  del codi penal alemany (§ 175 StGB-Deutschland) va ser una norma jurídica que va estar vigent en Alemanya des de l'1 de gener de 1872 fins a l'11 de juny de 1994, el contingut penava les relacions homosexuals entre persones de sexe masculí. De fet, des de 1935 (paràgraf 175b) fins a 1969 abastava fins i tot els "actes contra natura amb animals". En total, uns 140.000 homes van ser processats sota les diferents versions d'aquest paràgraf.

## Abolició
El 1898 el jove metge i sexòleg jueu-alemany, Magnus Hirschfeld (1868-1935) va organitzar la primera campanya per l'abolició d'aquest paràgraf, malgrat el suport de molts prominents del món de l'art i de la ciència, va ser debades. Durant la República de Weimar, hi va haver uns canvis cap al sentit progressista.
El 1935, el règim nazi va endurir el contingut del paràgraf 175. Entre altres coses, es va incrementar la pena màxima de sis mesos a cinc anys de presó i, a més a més, es van ampliar les activitats relacionades amb actes condemnables sota la llei. Inicialment només es va referir a l'activitat sexual (a tot tipus d'accions  obscenes ), però el nou paràgraf 175a, pensat per "casos amb agreujant", prescrivia penes d'un a deu anys de treballs forçats. L'homosexualitat era reprimida perquè es considerava una mostra de degeneració racial que es podia transmetre, com a vici, d'uns individus a uns altres, per això, calia tallar de soca-rel per evitar que s'estengués entre la població.
La República Democràtica Alemanya va reprendre el 1950 l'anterior versió del paràgraf 175. No obstant això, va persistir en l'ús del paràgraf 175. A finals de la dècada del 1950 es va deixar de castigar l'homosexualitat entre adults però el 1968 la RDA va crear el seu propi codi penal en el qual, dins del paràgraf 151, es condemnaven les relacions homosexuals amb menors, tant per a homes com per dones. El 1988 aquest paràgraf es va eliminar completament.
Durant dues dècades, la República Federal d'Alemanya va mantenir les versions dels paràgrafs 175 i 175a de la mateixa manera que durant l'època del Nacionalsocialisme. El 1969 es va realitzar una reforma i el 1973 una altra. A partir d'aquest moment només eren sancionables els actes homosexuals amb nois menors de 18 anys, i després d'un intent fallit dels Verds en la dècada del 1980, el paràgraf va ser definitivament eliminat el 1994 amb l'adaptació de les legislacions d'ambdues Alemanyes.
Popularment, la denominació per a homosexuals es va convertir en hundert fünf und siebzig (175er) i es considerava el 175 com la festa dels maricons.

## Orígens

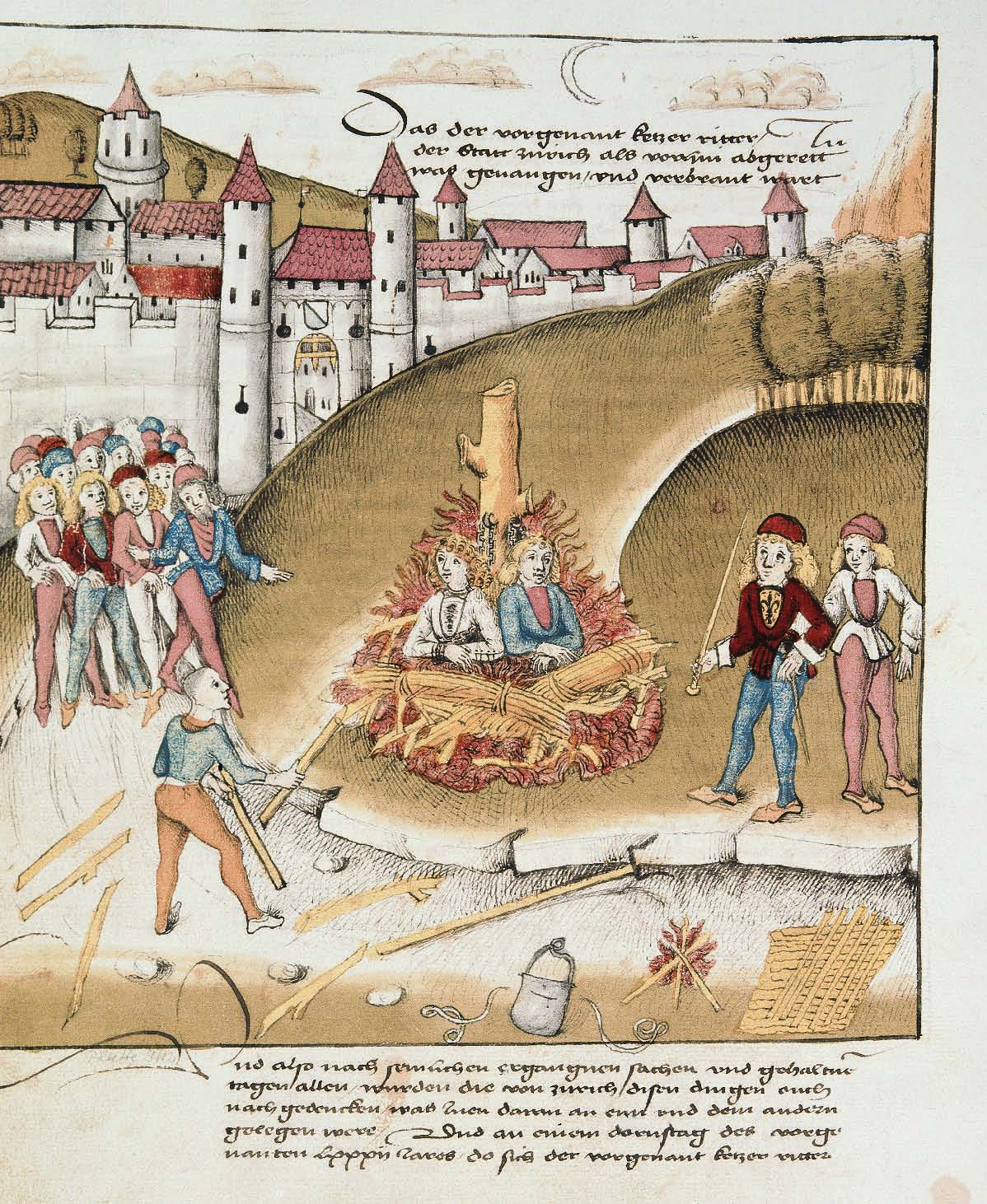
La crema a la foguera del cavaller von Hohenberg amb el seu escuder, davant les muralles de Zúric (1482).

A la segona meitat del segle xiii el sexe anal entre homes va passar de ser un pecat, encara que completament legal, a convertir-se en un crim, condemnat en gairebé tot Europa amb la pena de mort (vegeu també: sodomia).

El 1532, Carles V va crear una base legal per a aquest costum a la seua Constitutio Criminalis Carolina, que va mantenir la seva vigència al Sacre Imperi Romanogermànic fins a finals del segle xviii. El paràgraf 116, que reprèn quasi literalment els textos bíblics del Levític 18:22 i 20:13 ss. diu:
| « | Castigar així a l'impúdic, quan actuï contra natura. Al cas que una persona actuï de forma impúdica amb un animal, un home amb un home, una dona amb una dona, llavors han perdut el dret a la vida. I s'haurà de, segons el costum, portar-los a la mort amb el foc. | » |

El 1794, després que ja ho haguessin fet França i Àustria, Prússia, amb la introducció del Dret comú, la pena de mort es redueix a una pena de presó. El paràgraf 143 assenyala que:
| « | La fornicació contra natura, realitzada entre persones del sexe masculí o de persones amb animals, està castigada amb una pena de presó de sis mesos a quatre anys, a més de la suspensió temporal dels drets civils. | » |

Amb això, Prússia es converteix en un estat pioner i il·lustrat, encara que aviat es va veure superat pel desenvolupament d'altres països. Així, el 1810, el Codi Penal francès només eren punibles les conductes que atemptessin contra els drets d'un tercer, el que equivalia a la legalització del sexe amb consentiment mutu entre homes. Amb les seves conquestes, Napoleó exportà el seu Codi Civil i Codi Penal a altres països, com els Països Baixos. També Baviera va seguir l'exemple francès i va eliminar el 1813 tots els delictes sense víctima.
En observar aquest desenvolupament d'esdeveniments, el govern de Prússia es va preocupar de que el paràgraf 143 desaparegués amb la creació de l'Imperi alemany, de manera que, dos anys abans de la unificació, va intentar justificar científicament l'existència del paràgraf. Per a això, va reunir una Deputation für des Medizinalwesen (Diputació per a les Ciències Mèdiques) a la qual pertanyien entre d'altres els famosos metges Rudolf Virchow i Heinrich Adolf von Bardeleben.

No obstant això, en el seu informe del 24 de març de 1869 es van declarar «incapaços de trobar raons per les quals, mentre que altres tipus de fornicació no apareixen en la legislació, es castigui el sexe amb animals o entre homes.» De la mateixa manera, la proposta de legislació penal presentada per Otto von Bismarck el 1870 per a la Confederació Alemanya del Nord es basava en les corresponents lleis prussianes. La proposta es justificava amb l'opinió pública :
| « | Però fins i tot quan l'eliminació d'aquests delictes es pot justificar des del punt de vista de la medicina i d'algunes teories del dret penal, el sentit de la justícia del poble condemna aquests actes no només com a vici, sinó també com a delicte [...] | » |